# Рассеянный склероз

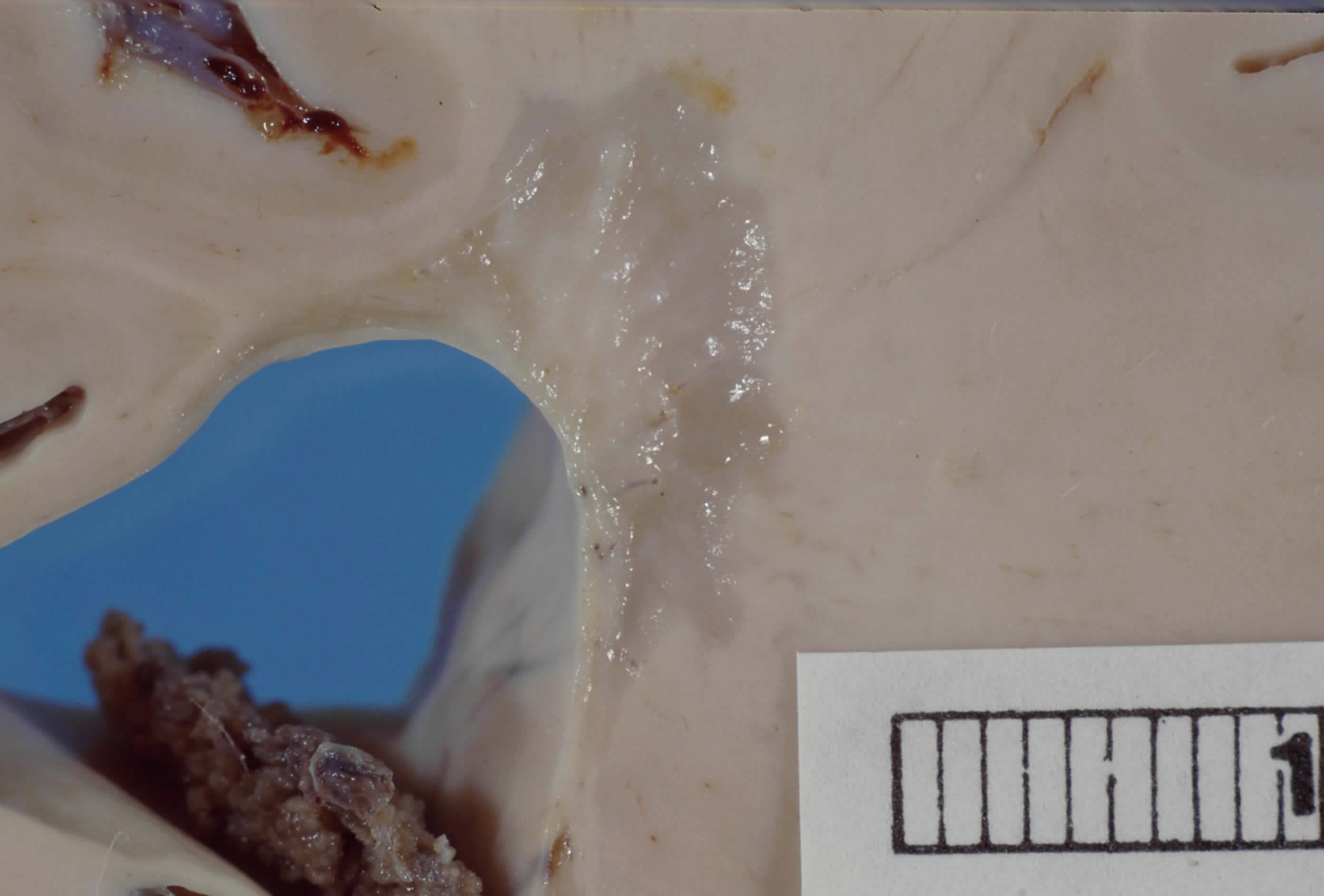
Очаг демиелинизации, прилегающий к боковому желудочку головного мозга

Рассеянный склероз (РС), или множественный склероз — аутоиммунное заболевание, приводящее к повреждению изолирующих оболочек нервных клеток головного и спинного мозга . Будучи демиелинизирующим заболеванием, рассеянный склероз нарушает способность нервной системы передавать сигналы, что приводит к ряду признаков и симптомов, включая физические, умственные и иногда психиатрические проблемы. Симптомы включают двоение в глазах, потерю зрения, боль в глазах, мышечную слабость и потерю чувствительности или координации. Рассеянный склероз имеет несколько форм, при этом новые симптомы либо возникают в виде отдельных приступов (рецидивирующие формы), либо нарастают с течением времени (прогрессирующие формы). При рецидивирующих формах рассеянного склероза симптомы могут полностью исчезать между приступами, хотя некоторые постоянные неврологические проблемы зачастую остаются, особенно по мере прогрессирования заболевания. При прогрессирующих формах рассеянного склероза функции организма медленно ухудшаются после появления симптомов и будут неуклонно ухудшаться, если их не лечить.
Хотя причина этого неясна, считается, что основной механизм обусловлен либо разрушением иммунной системой, либо инактивацией клеток, продуцирующих миелин. Предполагаемые причины этого включают нарушение иммунной регуляции, генетику и факторы окружающей среды, в том числе вирусные инфекции . Критерии Макдональда представляют собой часто обновляемый набор рекомендаций, используемых для установления диагноза рассеянного склероза.
Рассеянный склероз неизлечим. Современные методы лечения направлены на смягчение воспаления и симптомов, вызванных обострениями, а также на предотвращение дальнейших приступов с помощью лекарств, изменяющих течение заболевания. Физиотерапия и трудотерапия, а также ориентированное на нужды пациента симптоматическое лечение, могут помочь людям сохранить функциональные способности. Долгосрочный результат трудно предсказать; с большей частотой наблюдаемого благоприятного течения связаны такие факторы, как женский пол пациента, развитие болезни в раннем возрасте, рецидивирующее течение заболевания, редкие приступы в начале развития заболевания.
Рассеянный склероз является наиболее распространённым среди иммуноопосредованных заболеваний, поражающих центральную нервную систему (ЦНС). В 2022 году в США рассеянным склерозом болело около миллиона человек, а в 2020 году во всем мире им заболели около 2,8 миллиона человек, причём показатели сильно различаются в разных регионах и среди разных групп населения . Заболевание обычно начинается в возрасте от 20 до 50 лет и встречается в два раза чаще у женщин, чем у мужчин. Рассеянный склероз был впервые описан в 1868 году французским неврологом Жаном-Мартеном Шарко .
Название «множественный склероз» является сокращением от множественного цереброспинального склероза, который относится к многочисленным глиальным рубцам (или склерам — по сути бляшкам или поражениям), которые развиваются на белом веществе головного и спинного мозга.

## Лечение
- интерфероны: Авонекс, Ребиф, Бетаферон, сампэгинтерферон бета-1а, Копаксон.
- Моноклональные антитела: окрелизумаб, дивозилимаб, ублитуксимаб[англ.], офатумумаб, даклизумаб.
- Другие препараты: сипонимод, понесимод[англ.], финголимод, терифлуномид, монометилфумарат[англ.], озанимод, митоксантрон, тегомилфумарат[англ.].